# Rainer Eppelmann
Rainer Eppelmann, né le 12 février 1943 à Berlin est un homme politique est-allemand puis allemand. En 1990, il est brièvement ministre du Désarmement et de la Défense au sein du gouvernement de la RDA, durant la période de transition qui suit la chute du mur de Berlin et précède la réunification allemande.

## Sources
- (en) Cet article est partiellement ou en totalité issu de l’article de Wikipédia en anglais intitulé « Heinz Kessler » (voir la liste des auteurs).